# 真恋～寄语枫秋～
《真恋～寄语枫秋～》是一款美少女游戏兼视觉小说，是中国大陆的美少女游戏制作组SP-time继《雪之本境~解境篇~》所创作的第五部作品，也是SP-time第一部有配音的作品以及「真恋系列」的第一部作品，于2014年通过光盘发售实体版，后于2016年10月5日登上Steam游戏平台。故事以虚构的地点枫音乡为舞台，讲述男主角郭恒逸与一同就读于枫华高中的姚枫怡、姚枫茜和唐海音之间的恋爱故事。該作與《三色繪戀》《高考戀愛100天》和《回憶忘卻之匣》在中國Galgame界被合稱為「三戀一匣」。

## 故事简介
男主角郭恒逸是在枫音乡枫华高中就读的一名高二理科生，与孪生姐妹姚枫怡和姚枫茜是青梅竹马，高一时与姚枫怡正式确认恋爱关系。高二文理分班后，郭恒逸与姚枫怡姐妹不再同班，而和唐海音成为了同桌。某天的一次意外，让姚枫怡失去了生命，郭恒逸深受打击。重新振作起来的郭恒逸得到了姚枫茜和唐海音的关心和帮助，郭恒逸的感情开始在“枫”和“海”之间犹豫不决。根据玩家的选择，两位女主角的好感度会发生变化，最终会进入不同的结局。游戏共有五个结局，其中两个是好结局，分别跟姚枫茜和唐海音确定了恋爱关系，另外三个是坏结局。

## 角色
郭恒逸
男主角，玩家所扮演的人物，是枫音乡枫华高中的理科生，因患有扩张性心肌病而不能剧烈运动。
姚枫怡
配音：紫苏九月
郭恒毅的女友，姚枫茜的孪生姐姐，是第四代枫华少女。
姚枫茜
配音：新月冰冰
姚枫怡的孪生妹妹，自幼身体虚弱，但性格活泼，一直暗恋郭恒逸。
唐海音
配音：朱雀橙
出生后被父母抛弃的孤儿，被一位退伍士兵收留抚养，在小时候便认识郭恒逸，是枫华高中成绩优秀的学生，成绩一直是全级第一名，文理分班后是郭恒逸的同桌。性格高冷，被其他同学称为「月海中的人鱼公主」。
朱莉雅
配音：JO皎皎
混血高中生，在第四代枫华少女竞选中输给了姚枫怡。其父亲是对枫音乡有着巨大贡献的中国富豪，母亲是英国人。
沈听涛
配音：幻灵枫茗
郭恒逸的好朋友和同班同学。
主沐恩
配音：图特哈蒙
枫音乡的医生，在大学时期曾出国深造修读医学，有着高超的医术，是郭恒逸的主治医生。
归海枫
配音：小连杀
复姓归海，原名归海枫音，擅长推理，在雪之本境存活下来后便回到枫音乡，经营着一家服装店，小时候便认识朱莉雅。同时也是SP-time的作品《雪之本境》、《雾之本境》和《雪之本境~解境篇~》中的人物。
庭雪
配音：千山暮雪
云游时空馆的员工。同时也是SP-time的作品《雪之本境》和《雪之本境~解境篇~》中的人物。

## 制作与发行
此游戏由SP-time制作组所制作，在《真恋～寄语枫秋～》之前，SP-time已制作有四部游戏作品，分别是《翡翠月》、《雪之本境》、《雾之本境》和《雪之本境~解境篇~》，《真恋～寄语枫秋～》是第五部作品，同时也是SP-time第一部有配音的作品，以及第一部登上Steam游戏平台的作品。《雪之本境》、《雾之本境》和《雪之本境~解境篇~》是SP-time所制作的「本境系列」作品，而《真恋～寄语枫秋～》则是「真恋系列」作品，前者的剧情以悬疑推理为主，后者则是以纯爱为主。游戏的主要负责人兼编剧小仆表示，自己在大学期间便有创作《真恋～寄语枫秋～》这类纯爱型游戏的想法，在创作《雪之本境~解境篇~》期间，小仆也有把下一部作品创作成纯爱型而不是悬疑型的打算:38。2013年，小仆和SP-time开始了《真恋～寄语枫秋～》的创作，原定于2013年9月28日发售，但后来因为游戏制作规模过大以及小仆的家庭原因而导致游戏的发布日期推迟了一年，直到2014年10月，游戏才通过漫展和淘宝网发售。
游戏的初回限定版分为「枫茜之忆」和「月海之音」两个版本，除了游戏本体之外，还包含有女主角姚枫茜和唐海音的特典，如音乐CD、海报、书签等。
2016年1月30日，游戏登上Steam青睐之光，2月份该作品在Steam青睐之光被投诉下架，原因是主角唐海音与日本动画《我的青春恋爱物语果然有问题》中的雪之下雪乃非常相像且头饰涉嫌侵犯版权。主画师恶魔风铃（Devil_Campanula）对于侵权指控表示无奈，并称其创作角色的头饰，是自己结合蝴蝶结和穗子所得，后来经过申诉游戏重新上架。2016年10月5日，游戏正式登上Steam游戏平台。2016年10月28日，游戏的音乐原声集在Steam上作为可下载内容发售。2017年6月15日，原声集中秋石作曲的音乐作为另一份可下载内容供玩家免费下载。
在游戏中，小仆引入了SP-time其他作品中的角色作为客串角色以整合游戏的世界观，如归海枫和庭雪。此外，游戏中也出现了其他制作组作品的客串，例如游戏场景出现了《高考恋爱100天》、《且听琴语 Grobda Remix》和《第九日》等中国大陆制作的美少女游戏的海报，在实体版游戏中，也出现了《高考恋爱100天》中女主角木馨的客串。

## 音乐
游戏的音乐由秋石、恒曌和REi所创作，其中秋石在此之前也有跟SP-time合作，为《雾之本境》和《雪之本境~解境篇~》创作了音乐，负责剧本的小仆也参与了音乐的创作。游戏中有部分背景音乐沿用了《雪之本境》、《雾之本境》、《雪之本境~解境篇~》的背景音乐，如本境之约。
游戏有两首片头曲，分别是枫海和永恒的等待。枫海由秋石作词和作曲，由Jada多多演唱，于2014年3月10日发布音乐录像。永恒的等待由恒曌作曲，最初仅有伴奏，于2014年9月24日发布了伴奏版的音乐录像。随后，SP-time进行了歌词征集活动并对收到的投稿进行评选，这也是SP-time所举行的《真恋～寄语枫秋～》系列活动的第一场，最后于2014年10月30日公布了征集结果，并选用司徒音_taoistly所作的词作为正式版本。2014年11月1日，SP-time和被窝声次元合作举行了系列活动第二场，向玩家征集永恒的等待的演唱版。一个月后，浅木ゆき的演唱版本被评选为最终大奖，原先仅有伴奏的永恒的等待音乐录像也更换为浅木ゆき的演唱版本。
| 真恋寄语枫秋原声集 | 真恋寄语枫秋原声集          | 真恋寄语枫秋原声集 | 真恋寄语枫秋原声集 | 真恋寄语枫秋原声集 | 真恋寄语枫秋原声集 |
| 曲序               | 曲目                        |                    | 作曲               | 演唱               | 时长               |
| ------------------ | --------------------------- | ------------------ | ------------------ | ------------------ | ------------------ |
| 1.                 | 枫海                        | 秋石               | 秋石               | Jada多多           | 3:01               |
| 2.                 | 枫音乡-序幕曲-              |                    | 恒曌               |                    | 2:06               |
| 3.                 | 枫华高中-印象曲-            |                    | 小仆               |                    | 1:56               |
| 4.                 | 枫怡相伴                    |                    | 恒曌               |                    | 2:08               |
| 5.                 | 枫茜相随                    |                    | 小仆               |                    | 1:17               |
| 6.                 | 月海之音                    |                    | 恒曌               |                    | 2:09               |
| 7.                 | 萝莉乐园                    |                    | 恒曌               |                    | 2:06               |
| 8.                 | 喧嚣港城                    |                    | 恒曌               |                    | 2:11               |
| 9.                 | 流动都市                    |                    | 秋石               |                    | 1:47               |
| 10.                | 枫华高中-piano solo-        |                    | 小仆               |                    | 1:48               |
| 11.                | Flamingo                    |                    | 秋石               |                    | 1:56               |
| 12.                | 凉风拂面                    |                    | 恒曌               |                    | 2:16               |
| 13.                | 枫霖之夜                    |                    | 恒曌               |                    | 2:01               |
| 14.                | 樱之忆                      |                    | REi                |                    | 4:16               |
| 15.                | 夕海忆涌                    |                    | 恒曌               |                    | 2:45               |
| 16.                | 最想念的人                  | 小仆               | 小仆:39            | 新月冰冰           | 2:46               |
| 17.                | 枫茜相随-piano solo-        |                    | 小仆               |                    | 1:24               |
| 18.                | 最想念的人-piano solo-      |                    | 小仆               |                    | 2:46               |
| 19.                | 枫花泪凝                    |                    | 恒曌               |                    | 2:31               |
| 20.                | 向死而生                    |                    | 恒曌               |                    | 2:07               |
| 21.                | 最想念的人伴奏              |                    | 小仆               |                    | 2:46               |
| 22.                | 枫海伴奏                    |                    | 秋石               |                    | 3:01               |
| 23.                | 永恒的等待-寄语枫秋-        |                    | 恒曌               |                    | 4:50               |
| 24.                | 永恒的等待-寄语枫秋-歌唱版- | 司徒音_taoistly    | 恒曌               | 浅木ゆき           | 4:53               |

## 评价
游戏中给主角配音的配音演员是中国大陆比较出名的声优，SteamCN上的玩家有太阳就有光对主角的配音表示肯定，但也指出了路人角色的配音不专业且有些有配音有些没有配音，显得不统一。此玩家还表示欣赏游戏中的中国特色对白，同时也建议游戏中增加更多的诗句以模仿仙剑奇侠传系列的过场效果。
叽咪叽咪上的用户转基因指甲油同样是肯定了声优的配音质量，并肯定了音乐的质量，但指出了剧情由悲到喜的转变过于唐突。

## 注解
1. ↑  「茜」字在普通话中为多音字，有「qiàn」和「xī」两个读音，依官方设定取「xī」音。
2. ↑  喧嚣港城是Steam平台上游戏的可下载内容原声集介绍中的歌名，在官方设定集中，该歌曲名为喧嚣港湾。
3. ↑  该歌曲在游戏中以音乐录像的形式出现，作曲和作词人标示为郭恒逸。